# Pwn2Own
Pwn2Own是一个计算机黑客挑战赛。从2007年开始，每年都会在CanSecWest安全会议上举行。参赛者面临的挑战是从广泛使用的软件和移动设备中找出未发现的漏洞。